# Кру (языки)
Кру — семья в составе нигеро-конголезских языков. Распространены на юго-востоке Либерии (24,6 % от численности семьи) и юге Кот-д'Ивуара (74,8 %).
В середине 1980-х годов насчитывалось 3,5 млн человек народов, принадлежащих к этой языковой семье, что составляло 0,7 % от всего населения Африки (и 1,2 % численности нигеро-кордофанской макросемьи). Крупнейшими народами этой семьи являются:
- бете — 1800 тыс. чел. (51,4 %),
- бакве — 640 (18,3 %),
- гере, или ве — 400 (11,4 %),
- кру, или клао — 180 (5,1 %),
- гребо, или жабо — 160 (4,6 %),
- кран — 150 (4,3 %),
- басса — 150 (4,3 %).

## Состав
Семья состоит из 5 ветвей и около 40 языков.
группа восточных кру (общая численность группы 2,44 млн чел., или 69,7 % от всех кру):
языки бакве — численность в Кот-д’Ивуар (вместе с близкими к бакве гване, уби, пайя, абринья, плапи, ба, теви) 400 тыс. человек, в Либерии 500 тыс. (численность собственно говорящих на бакве — 10,3 тыс.),
уане,
бете — группа из 5 диалектов между средним теченим рек Сасандра и Бандама:
куйя,
аизи
соквеле
годи, или годье
дида, или кука
куадиа, или кодья, распространены на юго-западе Кот-д’Ивуар между реками Кавалли и Сасандра и на юго-востоке Либерии.
группа западных кру (общая численность 1,05 млн чел, или 30 %):
языки басса,
девойн,
гбии,
гребо, или жабо,
крумен,
глио-уби,
клао, или кру,
тажуасон,
дахо-доо,
гларо-туабо,
сапо,
ве, или гере (в Либерии и Кот-д’Ивуаре — западный департамент — между реками Кавалли и Сасандра),
кран,
ньябва,
конобо,
уобе.
группа айзи: языки тьегба, абрако и ещё 1 язык в Кот-д’Ивуаре.
группа куваа: язык куваа.
группа сиаму: язык сиаму, или семе.